# Lamiel
Lamiel è un romanzo incompiuto di Stendhal, pubblicato postumo per la prima volta nel 1889.

## Storia editoriale
Stendhal iniziò a redigere il lavoro nel 1839 ma morì prima di completarlo nel 1842.
Il testo pubblicato corrisponde allo stato finale dei manoscritti prima della morte dello scrittore, avvenuta nel marzo 1841.
In una prima versione ritrovata, la protagonista conosceva il vero amore con un brigante, Valbayre, ispirato al Lacenaire. Tuttavia con il suo arresto e la sua esecuzione, Lamiel sposava il duca di Miossens. Il finale dell'opera, prevedeva la morte della protagonista, nell'incendio al Palais de Justice, acceso da lei stessa per vendicare la morte del suo amante.
Durante la stesura, Stendhal decise di abbondonare il personaggio di Lamiel per realizzare il suo romanzo "Les Français de Louis Philippe", il cui primo capitolo è "Lo scoppio della rivoluzione del 1830" e l'ultimo "Sansfin sous-préfet", favorendo così il ritratto di un ambizioso senza scrupoli piuttosto che le avventure romantiche di una ragazza.

## Trama
La storia si svolge all'inizio della monarchia di luglio e ha come protagonista Lamiel, una ragazza appassionata di romanzi di avventura e di briganti. Lamiel vive in un piccolo villaggio in Normandia, insieme alla sua famiglia adottiva di bigotti provinciali, gli Hautemare. Diventa la dama di compagnia della Duchessa di Miossens, una nobile locale, ma si annoia letteralmente a morte ed è quindi curata dal dottor Sansfin, un uomo brutto, gobbo, cinico e ambizioso, che le dà buoni consigli:
“Vi è quindi un doppio guadagno nell'ascoltare la voce della natura e nel seguire tutti i suoi capricci: prima di tutto ci diamo piacere, che è l'unico oggetto per cui la razza umana è posta qui sotto; in secondo luogo, l'anima fortificata dal piacere, che è il suo vero elemento, ha il coraggio di omettere nessuna di queste piccole commedie necessarie a una ragazza, per ottenere la buona opinione delle donne anziane nel villaggio o nel quartiere in cui vivono."
Recuperata la salute, vuole sapere cosa sia l'amore e così ha rapporti con un giovane contadino, ma ne rimane delusa.
Dopo aver sedotto il figlio della Duchessa di Miossens, scappa con lui solo per usufruire dei suoi soldi per andare a Parigi e abbandonarlo. Arrivata a Parigi, trova un altro amante, il Conte di Nerwinde, che, come gli altri uomini del romanzo, non è in grado di darle alcun piacere.
"L'amore di cui parlano tutti questi giovani esiste davvero per loro, nella sua qualità di re dei piaceri o sono insensibile all'amore?  Non impedisce di condurre una vita felice."

## Fonti d'ispirazione
Come modello per il personaggio di Lamiel, Stendhal si sarebbe ispirato a due delle sue amanti:
- Giulia Rinieri, giovane italiana, che si innamorò di lui nel febbraio del 1830.
- Ma è Mélanie Guilbert, di cui si era innamorato da gennaio 1805 fino a marzo 1806, l'unica donna con cui ha vissuto in coppia, che sembra averlo fortemente ispirato[5]. Come lei, Lamiel è una bellissima bionda con gli occhi azzurri, ideale di bellezza normanna[6]. Nelle note per il suo romanzo, Stendhal avrebbe scritto in una scrittura resa illeggibile dalla malattia: «Je ne puis travailler à rien de sérieux for this little gouine»  frase che si applica forse tanto al personaggio di Lamiel quanto alla stessa Melanie e che spiega la difficoltà dei suoi rapporti con gli uomini e con le sue amicizie femminili.

## Edizioni
- Lamiel, romanzo inedito pubblicato da Casimir Stryienski (Librairie moderne, 1889).
- Lamiel, testo stabilito, annotato e preparato da Henri Martineau (Le Divan, 1928), reed. multiplo (La Pléiade).
- Lamiel, testo in Etali, annotato e introdotto da Victor Del Litto (Cercle du Bibliophile, Genève, 1971).
- Lamiel, testo istituito, annotato e presentato da Anne-Marie Meininger (Gallimard "Folio", 1981).
- Lamiel, edizione stabilita e presentata da Jean-Jacques Hamm (GF-Flammarion, n. 620, 1993).

## Trasposizioni in altri media

### Cinema
- Lamiel di Jean Aurel (1967)